# Elena Hell
Elena Hell (* 19. Februar 1989 in München) ist eine deutsch-österreichische Drehbuch- und Romanautorin. Bekannt wurde sie durch die Drehbücher und Romane zur Fernsehserie Sisi, die sie zusammen mit Robert Krause schrieb.

## Leben
Elena Hell arbeitete nach ihrem Abitur zunächst als Model, u. a. in Mailand, Paris und London. Im Anschluss studierte sie Kommunikationswissenschaft und Politikwissenschaft sowie Psychologie an der Ludwig-Maximilians-Universität München. Von 2013 bis 2018 absolvierte sie ein Drehbuchstudium an der Hochschule für Fernsehen und Film München (HFF), wo sie unter anderem bei der Autorin Doris Dörrie Kreatives Schreiben lernte. Parallel schloss Elena Hell den Masterstudiengang Klinische Psychologie und kognitive Neurowissenschaft an der Ludwig-Maximilians-Universität ab.
2021 erschien die 1. Staffel der Fernsehserie Sisi, die Elena Hell gemeinsam mit Andreas Gutzeit und Robert Krause für RTL+ kreierte und zu der sie zusammen mit Robert Krause auch die Drehbücher schrieb. 2021 und 2022 erschienen beim Rowohlt Verlag ihre Romane Sisi: Das dunkle Versprechen und Sisi: Verlangen und Verrat.
Neben ihrer eigenen Tätigkeit als Autorin unterrichtet Elena Hell Kreatives Schreiben und Drehbuchdramaturgie, u. a. an der Hochschule für Fernsehen und Film München.
Elena Hell arbeitet und lebt mit ihrer Familie in München.

## Filmografie (Auswahl)
- 2019: Benzin (Mittellanger Film, Abschlussfilm HFF München)[4]
- 2021–2024: Sisi (4 Staffeln)[5][6]
- 2025: 22 Bahnen (Adaption des Bestsellers von Caroline Wahl)

## Auszeichnungen
- 2019: Nominierung First Steps Award in der Kategorie Bester Mittellanger Film für Benzin[7]
- 2020: Bester Mittellanger Film bei den Shorts Offenburg für Benzin
- 2022: Jupiter Award Beste Serie TV&Streaming National für SISI[8]
- 2022: Nominierung Beliebteste Serie Blauer Panther TV & Streaming Award (ehem. Bayerischer Fernsehpreis) für SISI[9]

## Veröffentlichungen
- Elena Hell: Sisi: Das dunkle Versprechen. Rowohlt Verlag, Hamburg 2001, ISBN 978-3-499-00875-7.
- Elena Hell: Sisi: Verlangen und Verrat. Rowohlt Verlag, Hamburg 2022, ISBN 978-3-499-00876-4.